# 勒蒙塔
勒蒙塔（法語：Le Montat，法語發音：[lə mɔ̃ta]）是法国洛特省的一个市镇，位于该省西南部，属于卡奥尔区。

## 地理
勒蒙塔（44°22'48"N, 1°26'56"E）面积22.54 平方千米，位于法国奧克西塔尼大區洛特省，该省份为法国西南部内陆省份，北起顺时针与科雷兹省、康塔爾省、阿韦龙省、塔恩-加龙省、洛特-加龍省和多尔多涅省接壤。
与勒蒙塔接壤的市镇（或旧市镇、城区）包括：卡奥尔、雪拉克、弗洛雅克-普若勒、丰塔讷、拉巴斯蒂德马尔纳克。

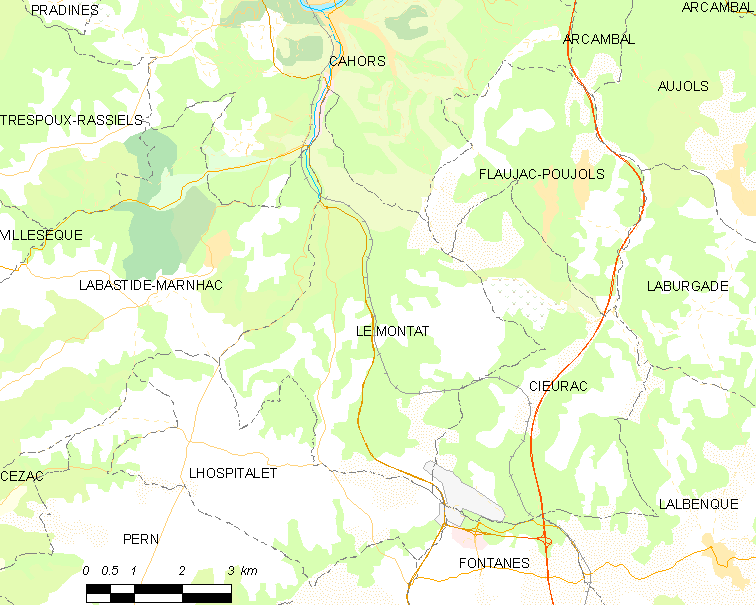
勒蒙塔的OSM定位图

勒蒙塔的时区为UTC+01:00、UTC+02:00（夏令时）。

## 行政
勒蒙塔的邮政编码为46090，INSEE市镇编码为46197。

## 政治
勒蒙塔所属的省级选区为卡奥尔第三县。

## 人口

1962-2008年间勒蒙塔人口变化图示

勒蒙塔于2022年1月1日时的人口数量为1102人。